# John McIndewar
John McIndewar (Lebensdaten unbekannt) war ein schottischer Fußballspieler.

## Karriere
John McIndewar spielte in seiner Fußballkarriere zweimal für den FC Dumbarton. In der Saison 1891/92 gewann er mit Dumbarton die Schottische Meisterschaft. Dabei wurde er einmal am 19. März 1892 im Auswärtsspiel beim FC St. Mirren im Westmarch eingesetzt. In der Saison 1894/95 kam er auf zwei Ligaspiele, die er jeweils im März 1895 gegen Third Lanark und Celtic Glasgow absolvierte.

## Erfolge
mit dem FC Dumbarton
- Schottischer Meister (1): 1892